# Зворенешть
Зворенешть, Зворенешті (рум. Zvorănești) — село у повіті Нямц в Румунії. Входить до складу комуни Тімішешть.
Село розташоване на відстані 310 км на північ від Бухареста, 35 км на північний схід від П'ятра-Нямца, 77 км на захід від Ясс.

## Населення
За даними перепису населення 2002 року у селі проживали 166 осіб, усі — румуни. Усі жителі села рідною мовою назвали румунську.